# Margot Abascal
Margot Abascal (Nantes, 27 settembre 1973) è un'attrice, cantante e regista francese.

## Biografia
Margot Abascal nasce il 27 settembre 1973 a Nantes, in Francia. Ha studiato recitazione nella scuola di recitazione privata Cours Florent, dove recita in alcune opere teatrali, e al Conservatoire national supérieur d'art dramatique di Parigi. Verso la fine degli anni '80 inizia a recitare in teatri importanti, come il Théâtre de la Michodiére di Parigi, e a lavorare con figure di rilievo, come Maria Pacôme e Francis Perrin. Nel 1990, recita nel film Promotion canapé, di Didier Kaminka.
Successivamente interpreta Lisabeta Ivanovna, nell'opera La dama di picche, di Aleksandr Sergeevič Puškin, diretta da Piotr Fomenko e dirige La monaca di Denis Diderot. Nel 1996, interpreta Sandrine, nel film Le Rocher d'Acapulco, a fianco di Antoine Chappey e Zinedine Soualem. Per questo ruolo, viene nominata al Prix Michel-Simon e al Festival di Béziers.
Inizia la sua carriera musicale nel 2001, grazie al cortometraggio Nom de Code: Sacha, nel quale canta assieme a Philippe Katerine. Nel 2002, dirige il cortometraggio La voix de Luna, girato a Rennes. Nel 2013, dirige Florides e nel 2019, Poseur.

## Filmografia parziale

### Attrice

#### Cinema
- Promotion canapé, regia di Didier Kaminka (1990)
- Le Jeune Werther, regia di Jacques Doillon (1993)
- I miserabili (Les Misérables), regia di Claude Lelouch (1995)
- Les corps ouverts, regia di Sébastien Lifshitz (1997)
- Le nostre vite felici (Nos vies heureuses), regia di Jacques Maillot (1999)
- Inséparables, regia di Michel Couvelard (1999)
- Les Solitaires, regia di Jean-Paul Civeyrac (2000)
- Love Bites - Il morso dell'alba (Love Bites), regia di Antoine de Caunes (2001)
- Président, regia di Lionel Delplanque (2006)
- Les Invisibles, regia di Thierry Jousse (2005)
- Sagan, regia di Diane Kurys (2008)
- Le Semeur, regia di Marine Francen (2017)
- Petite Maman, regia di Céline Sciamma (2021)

#### Televisione
- Il commissario Maigret (Maigret) – serie TV, episodio 4x06 (1995)
- Il comandante Florent (Une femme d'honneur) – serie TV, episodio 5x02 (2002)
- Joséphine, ange gardien – serie TV, episodio 7x04 (2003)
- Caméra Café – serie TV, 1 episodio (2004)
- R.I.S. Police scientifique – serie TV, episodio 8x09 (2013)
- Sulle tracce del crimine (Section de recherches) – serie TV, episodio 7x07 (2013)

#### Cortometraggi
- Chloris, regia di Max Berto (1989)
- Plus près de toi, Paulette!, regia di Hervé Liévre (1989)
- The one and the other, regia di Martine Thoquenne (1997)
- Nom de code: Sacha, regia di Thierry Jousse (2001)
- La voix de Luna, regia di Margot Abascal (2002)
- Florides, regia di Margot Abascal (2013)
- Poseur, regia di Margot Abascal (2019)
- Le long de la rivière, diretto da François Berthier

### Regista
- La voix de Luna (2002)
- Florides (2012)
- Poseur (2019)

## Teatro
- Pâquerette di Claude Magnier, regia di Francis Perrin (1989)
- Le Sang des fraises di Catherine Bidaut, regia di Daniel Pouthier (1992)
- Les 4 morts de Marie di Carole Fréchette, regia di Christine Bernard-Sugy (1995)
- Simple suicide di Jean Gabriel Nordmann, regia di Marie Tikova (1997)
- L'Homosexuel ou la difficulté di Copi, regia di Philippe Adrien (1998)
- Les Modèles di Léa Fazer, regia di Scali Delpeyrat (2000)
- Trappola per topi di Agatha Christie, regia di Gérard Moulevrier (2001)
- Re Lear di William Shakespeare, regia di Philippe Adrien (2003)
- Conversation après un enterrement di Yasmina Reza, regia di Gabriel Garran (2006)
- Le Marin di Fernando Pessoa, regia di Étienne Lefoulon (2016)

## Doppiatrici italiane
Nelle versioni in italiano dei suoi film, Margot Abascal è stata doppiata da:
- Marzia Dal Fabbro in Petite Maman